# 대구신세계
대구신세계(大邱新世界, Daegu Shinsegae)는 대구광역시 동구 신천4동 동대구복합환승센터 내부에 있는 백화점이다.
2016년 12월 15일에 개장했으며, 광주신세계처럼 별도의 대구지역 법인 형태로 운영한다. 정식 법인명은 주식회사 신세계동대구복합환승센터이다.

## 내부 시설
| 층별 | 시설                                                       | 비고                           |
| ---- | ---------------------------------------------------------- | ------------------------------ |
| B2F  | 발렛라운즈                                                 | 주차장                         |
| B1F  | 푸드마켓                                                   |                                |
| 1F   | 화장품, 럭셔리워치, 패션잡화                               | 터미널 하차장                  |
| 2F   | 골프, 남성                                                 |                                |
| 3F   | 여성컨템포러리, 여성슈즈                                   | 터미널 승차장                  |
| 4F   | 여성클래식, 핸드백                                         | 터미널 승차장                  |
| 5F   | 해외 유명 브랜드                                           | 연결 통로 (파미에 타운 브릿지) |
| 6F   | 영캐주얼, 스포츠                                           |                                |
| 7F   | 생활가전, 아동, 란제리, 아이큐박스, LX Z:IN 인테리어       |                                |
| 8F   | 루앙스트리트(식당가), 신세계 문화홀, 메가박스 대구신세계점 |                                |
| 9F   | 주라지 테마파크, 대구아쿠아리움, 오락실 펀시티             |                                |

## 같이 보기
- 동대구역
- 동대구복합환승센터